# Antoine-Henri-François Corrard de Bréban
Antoine-Henri-François Corrard de Bréban (1792-1871) est un historien local français spécialiste de la ville de Troyes.

## Biographie
Antoine-Henri-François Corrard de Bréban est né le 18 janvier 1792 à Troyes.
Il est membre correspondant du Comité des travaux historiques et scientifiques de 1836 à sa mort ainsi que conservateur du musée Saint-Loup. Il a aussi été membre de la Société académique de l'Aube et président du Tribunal civil de Troyes de 1855 à 1861.
Historien local, il a écrit plusieurs ouvrages sur sa ville natale, dont les plus importants sont Recherches sur l'établissement et l'exercice de l'imprimerie à Troyes (1839) et Les rues de Troyes anciennes et modernes (1857). Il a aussi participé à des ouvrages collectifs sur la ville de Troyes, comme l’Annuaire administratif et statistique du département de l'Aube.
En 1860, Antoine-Henri-François Corrard de Bréban est fait officier de la Légion d'honneur.
Corrard de Bréban meurt le 16 août 1871.

## Œuvre
Œuvres de Corrard de Bréban, ainsi que leurs éditions posthumes :
- Souvenirs d'une visite aux ruines d'Alise et au château de Bussy-Rabutin, impr. de Sainton, 1833, 29 p.[nb 2]
- Recherches sur l'établissement et l'exercice de l'imprimerie à Troyes, Bouquot, 1839, 65 p.[nb 3]
  - Recherches sur l'établissement et l'exercice de l'imprimerie à Troyes, A. Chossonnery, 1873, 200 p.[nb 4]
  - Recherches sur l'établissement et l'exercice de l'imprimerie à Troyes, la Roue à livres, 1973, 200 p.[nb 5]
- Notice sur la vie et les oeuvres de François Girardon, Févre, Deflorenne, 1850, 69 p.[nb 6]
- Les rues de Troyes anciennes et modernes, Bouquot, 1857, 152 p.[nb 7]
  - Les rues de Troyes, les Éd. de la Tour Gile, 1994, 155 p.[nb 8]
  - Les rues de Troyes, Laffitte, 1977, 65 p.[nb 9]
- Les abbesses du Paraclet, impr. de Dufour-Bouquot, 1861, 32 p.[nb 10]
- Les graveurs troyens, Alexis Socard et Rapilly, 1868, 95 p.[nb 11]

### Notices bibliographiques
1. ↑  Antoine-Henri-François Corrard de Bréban, « L'ancien château de Saint-Phal », dans Annuaire administratif et statistique du département de l'Aube, Troyes, Société académique de l'Aube, 1857 (lire en ligne).
2. ↑  Antoine-Henri-François Corrard de Bréban, Souvenirs d'une visite aux ruines d'Alise et au château de Bussy-Rabutin, Troyes, impr. de Sainton, 1833, 29 p. (BNF 30273827, lire en ligne).
3. ↑  Antoine-Henri-François Corrard de Bréban, Recherches sur l'établissement et l'exercice de l'imprimerie à Troyes, Troyes, Bouquot, 1839, 65 p. (BNF 30273822, lire en ligne).
4. ↑  Antoine-Henri-François Corrard de Bréban et Olgar Thierry-Poux (dir.), Recherches sur l'établissement et l'exercice de l'imprimerie à Troyes, Paris, A. Chossonnery, 1839, 200 p. (BNF 35185481)Reprod. en fac-sim. de la 3e éd. revue et augmentée, d'après les notes manuscrites de l'auteur, par Olgar Thierry-Poux, 1873.
5. ↑  Antoine-Henri-François Corrard de Bréban, Recherches sur l'établissement et l'exercice de l'imprimerie à Troyes, Châtillon-sur-Seine, A. Chossonnery, 1973, 200 p. (BNF 35185481)
6. ↑  Antoine-Henri-François Corrard de Bréban, Notice sur la vie et les oeuvres de François Girardon, Troyes, Paris, Févre, Deflorenne, 1850, 69 p. (OCLC 1008454780).
7. ↑  Antoine-Henri-François Corrard de Bréban, Les rues de Troyes anciennes et modernes : revue étymologique et historique, avec un plan, Troyes, Bouquot, 1857, 152 p. (BNF 30273826, lire en ligne).
8. ↑  Antoine-Henri-François Corrard de Bréban, Les rues de Troyes : anciennes et modernes, Péronnas, les Éd. de la Tour Gile, 1994, 155 p. (BNF 35761612)Reprod. en fac-sim.
9. ↑  Antoine-Henri-François Corrard de Bréban, Les rues de Troyes : anciennes et modernes, Marseille, Laffitte, 1977, 65 p. (BNF 34706635)Reprod. en fac-sim. de l'éd. de Troyes, Bouquot, Paris, Delion, 1857.
10. ↑  Antoine-Henri-François Corrard de Bréban, Les abbesses du Paraclet : présentées dans l'ordre chronologique, avec des notes relatives à l'histoire de cette célèbre abbaye,..., Troyes, impr. de Dufour-Bouquot, 1861, 32 p. (BNF 30273816, lire en ligne).
11. ↑  Antoine-Henri-François Corrard de Bréban, Les graveurs troyens : recherches sur leur vie et leurs oeuvres avec fac-simile, Troyes, Paris, Alexis Socard, Rapilly, 1861, 95 p. (OCLC 1008200211).